# Salsola armata
Salsola armata är en amarantväxtart som beskrevs av Christo Albertyn Smith och Paul Aellen. Salsola armata ingår i släktet sodaörter, och familjen amarantväxter. Inga underarter finns listade i Catalogue of Life.